# نووبژگوکای
نووبژگوکای (به لاتین: Novobzhegokay) یک منطقهٔ مسکونی در روسیه است که در آدیغیه واقع شده‌است.